# هپزبا (ویرجینیای غربی)
هپزبا(به انگلیسی: Hepzibah) شهری در ایالت ویرجینیای غربی کشور ایالات متحده آمریکا است که جمعیت آن در سرشماری سال ۲۰۱۰ میلادی، ۵۶۶ نفر بوده‌است.